# 210년대
210년대는 210년부터 219년까지를 가리킨다.